# Mohamed Bouamira
Mohamed Bouamira, né le 21 février 1988 à Kasba Tadla, est un footballeur marocain jouant au poste de gardien de but au Raja Club Athletic.

## Palmarès
Raja Club Athletic
- Coupe arabe des clubs champions
- Vainqueur en 2021
- Championnat du Maroc
  - Champion en 2020
  - Vice-champion en 2019

- Coupe du trône
  - en 2017.
- Coupe de la confédération
  - Vainqueur en 2018 et 2021
- Supercoupe d'Afrique
  - Vainqueur en 2019